# Earl Cowley

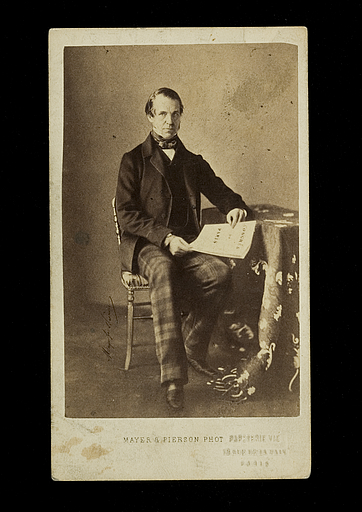
Henry Wellesley, 1. Earl Cowley

Wappen der Earls Cowley

Earl Cowley ist ein erblicher britischer Adelstitel in der Peerage of the United Kingdom.

## Verleihung
Der Titel wurde am 11. April 1857 für Henry Wellesley, 2. Baron Cowley, geschaffen. Er gehörte zur Familie Wellesley und war ein Neffe von Arthur Wellesley, 1. Duke of Wellington, und von Richard Wellesley, 1. Marquess Wellesley. Er hatte bereits mehr als 30 Jahre im diplomatischen Dienst gearbeitet und zum Zeitpunkt der Erhebung zum Earl bereits seit fünf Jahren das wichtigste diplomatische Amt seines Landes inne, nämlich dasjenige als Botschafter in Paris. Er sollte noch zehn weitere Jahre auf diesem Posten verbleiben. Zusammen mit dem Earlstitel wurde ihm der nachgeordnete Titel Viscount Dangan, of Dangan in the County of Meath, verliehen. Zudem hatte er bereits 1847 von seinem Vater Henry Wellesley, der ebenfalls Botschafter und Diplomat gewesen war, den Titel Baron Cowley, of Wellesley in the County of Somerset, geerbt, der diesem am 21. Januar 1828 ebenfalls in der Peerage of the United Kingdom verliehen worden war.

## Liste der Barone und Earls Cowley

### Barone Cowley (1828)
- Henry Wellesley, 1. Baron Cowley (1773–1847)
- Henry Wellesley, 2. Baron Cowley (1804–1884) (wurde 1857 zum Earl Cowley erhoben)

### Earls Cowley (1857)
- Henry Wellesley, 1. Earl Cowley (1804–1884)
- William Wellesley, 2. Earl Cowley (1834–1895)
- Henry Wellesley, 3. Earl Cowley (1866–1919)
- Christian Wellesley, 4. Earl Cowley (1890–1962)
- Denis Wellesley, 5. Earl Cowley (1921–1968)
- Richard Wellesley, 6. Earl Cowley (1946–1975)
- Garret Wellesley, 7. Earl Cowley (1934–2016)
- Garret Wellesley, 8. Earl Cowley (* 1965)

Titelerbe ist der älteste Sohn des jetzigen Earls, Henry Wellesley, Viscount Dangan (* 1991).